# 極冠
極冠 (きょっかん、英: polar ice cap) とは、惑星や自然衛星の氷に覆われた高緯度地域を指す。極冠の定義条件として、氷の大きさや組成は問われない。また氷が陸上にあるという地質学的条件も問われない。条件となるのは、極地方にある固体物という点だけである。これは「極冠」という言葉をある意味誤解させるものである。というのも、氷帽 (ice cap) という語そのものは、陸上に存在し 50,000 km² 以下の表面積を持つという、より厳密な定義が適用されるからである。より大きなものは氷床 (ice sheet) と呼ばれる。
極冠の氷の組成は様々である。例えば、地球の極冠は主に水の氷であり、一方火星の極冠は固体の二酸化炭素と水の氷が混合したものである。
極冠が形成される原因としては、高緯度地域は赤道地域に比べると太陽放射でより少ないエネルギーしか得られず、結果として地表温度がより低くなる、という点が挙げられる。
地球の極冠は過去 12,000 年にわたり劇的に変化してきた。極冠の季節的な変化は、太陽の周りを地球や月が公転する際、太陽エネルギーの吸収に変化があるため引き起こされる。加えて、地質学的な時間スケールで見ると、極冠は気候の変化に応じて拡大・縮小することがある。極冠の温度は通常氷点下である。

## 地球

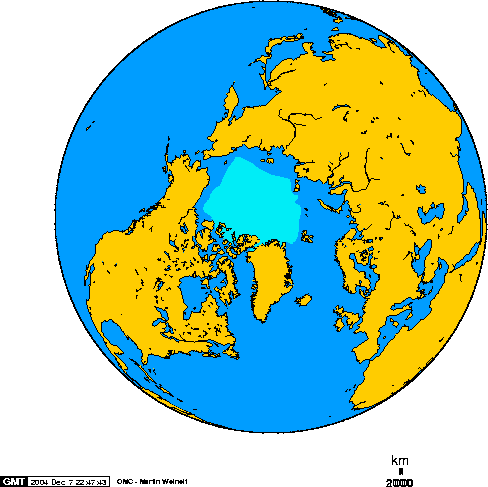
1978-2002年の9月における北極の流氷の範囲
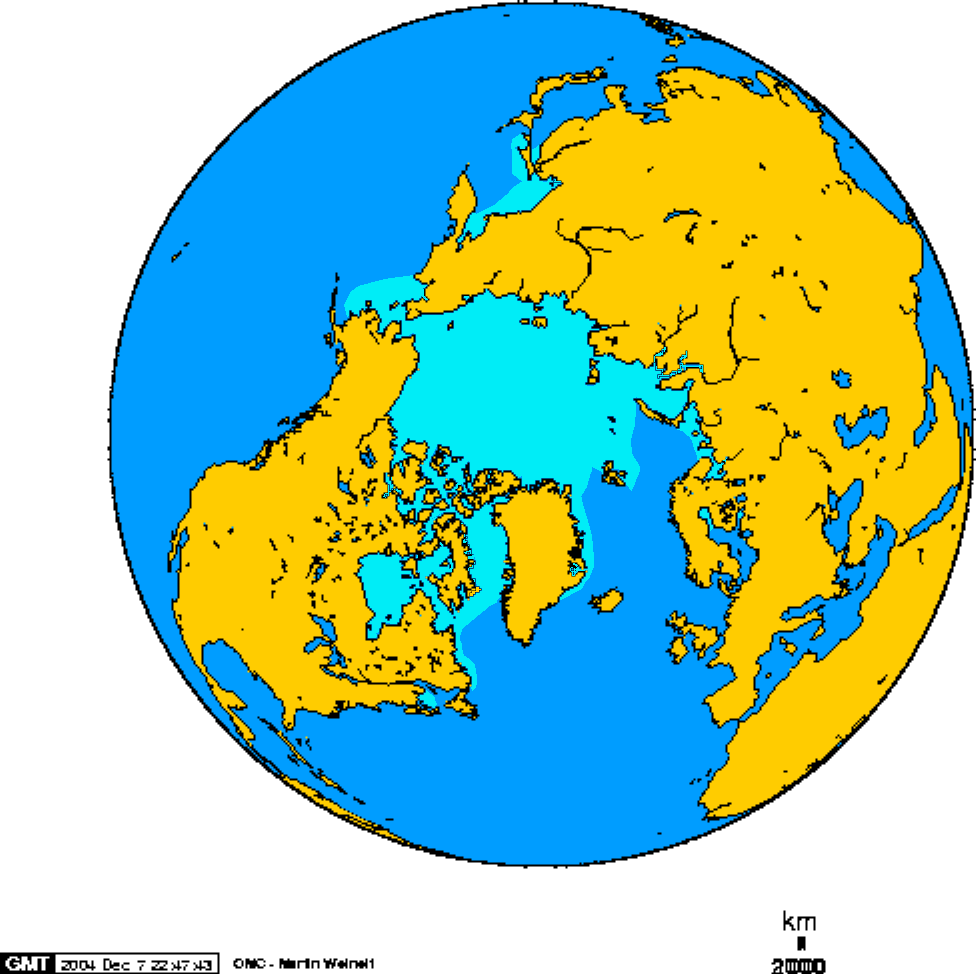
1978-2002年の2月における北極の流氷の範囲
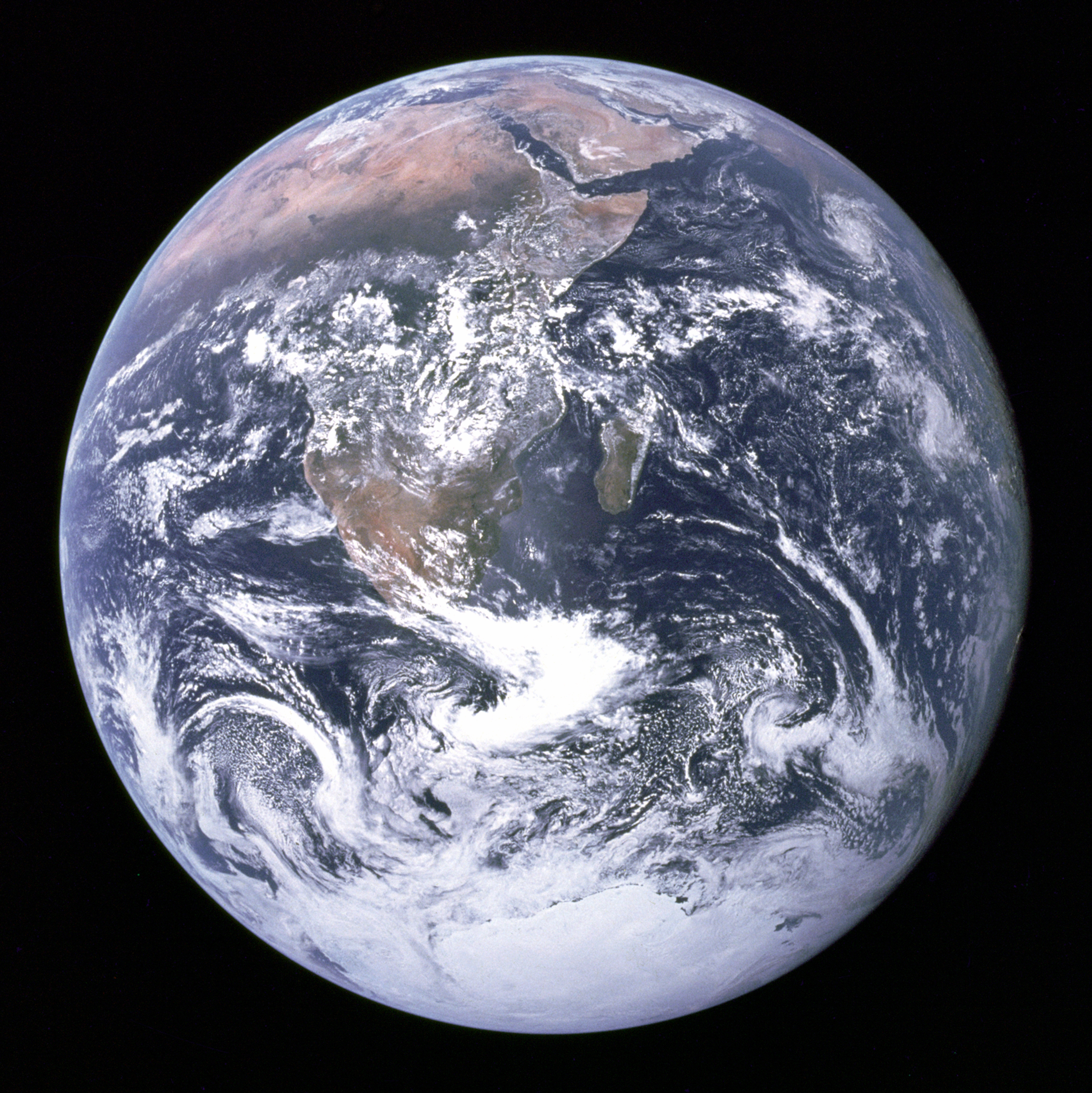
アポロ17号から見た地球。南極極冠が見える。（NASA の厚意による）

### 北極
地球の北極は北極海上に浮遊する流氷（海氷）によって覆われている。年を通じて融けない氷の塊は非常に厚くなる場合があり、広い地域で最大 3-4m の厚さに達し、尾根になる箇所では最大 20m の厚さに達する。一年で融ける氷の厚さは通常 1m である。海氷によって覆われる面積は 900-1,200万km² である。加えて、グリーンランド氷床は 171万km² を覆い、260万km³ の氷を含んでいる。
気候変動に関する政府間パネルの 2001 年の報告は、気候変動によって起こされた地球温暖化にかかわらず 2100 年まで北極極冠は残るだろうと予測している。しかし 2007 年夏の北極極冠の劇的な縮小をうけて、環境への破滅的影響により 2030 年には北極から夏の氷は無くなるだろうと何人かの科学者は見積もるようになった。
アメリカ海軍大学院教授のヴィエスワフ・マスウォフスキなどの科学者は、2013 年には夏の氷が無くなると予測した。そしてこれは 2005 年と 2007 年の最小値をデータに含めない、既に非常に控えめな見積もりであると述べた。

### 南極

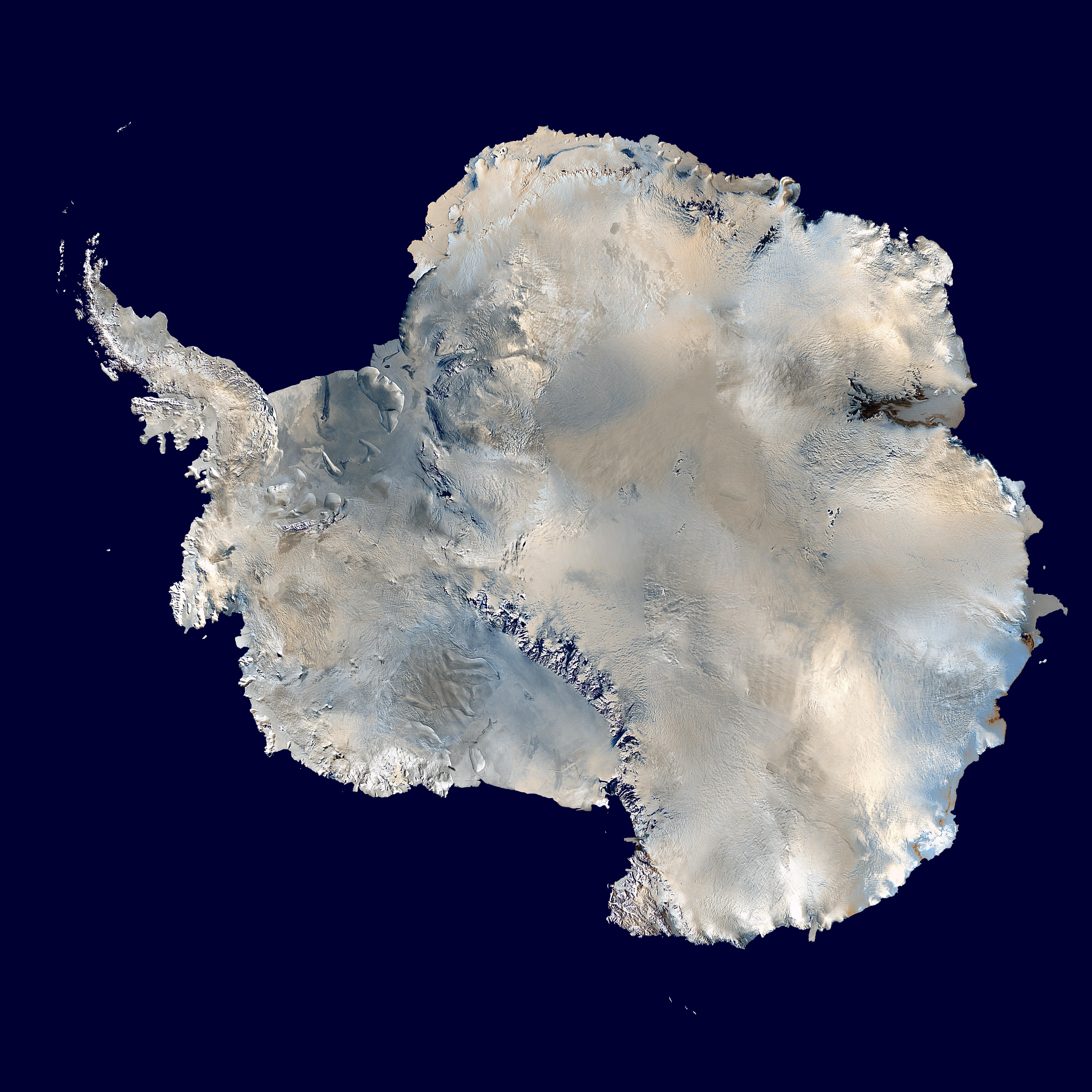
衛星写真の合成による南極大陸

南極大陸にある南極の陸地部分は南極氷床によって覆われている。その面積は 140万km² で、2,500-3,000万km³ の氷を含んでいる。地球の淡水の約 70% をこの氷床は保持している。南極の気候も参照のこと。

## 火星

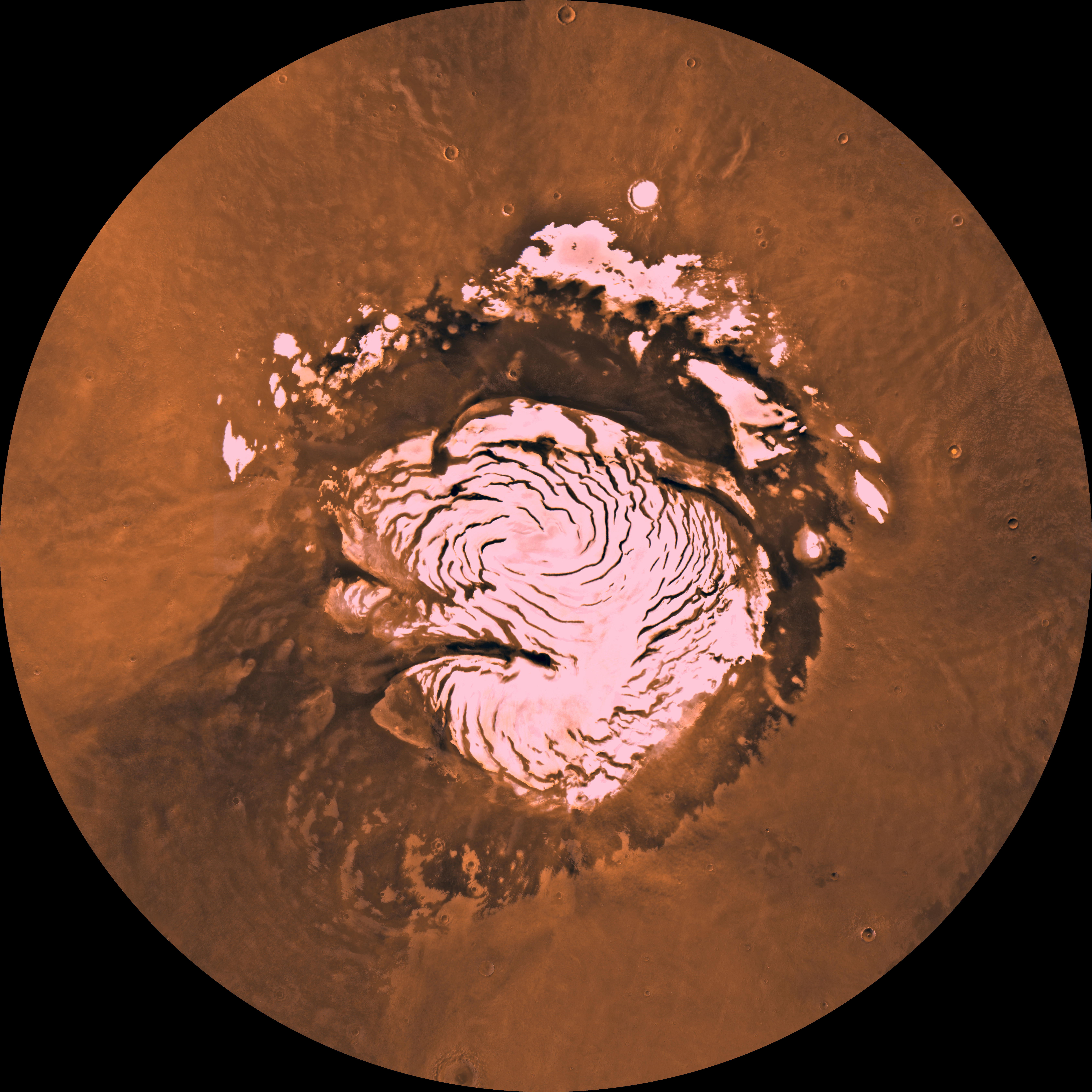
バイキング1号からの画像を合成した、極冠を持つ火星の北極地方（NASA/JPL-Caltech の厚意による）

火星も極冠を持つが、その組成は氷結した二酸化炭素と水からなる。火星の地軸の傾きは25度ほどで、地球と同じように季節がある。極冠は季節に応じて変化する。すなわち、夏には固体の二酸化炭素が昇華して岩石層が露出し、冬にはまた固体に戻る。
NASA の火星探査で 2005 年に集められたデータによると、二酸化炭素の「氷帽」は融けつつある。最も支持されている説は、惑星の軌道のゆらぎがこの変化をもたらしたというものである。